# Mon Laferte Vol.1 Tour
Mon Laferte Vol.1 Tour fue la gira de la cantante chilenomexicana Mon Laferte para presentar su tercer álbum de estudio Mon Laferte Vol. 1 durante mediados del 2014 y todo el año 2015. La gira dio paso a una serie de presentaciones por todo México. Luego de recorrer gran parte de la República Mexicana la cantante se embarcó en su primera gira oficial llamada Mon La Fruta Tour junto con el cantante Caloncho durante 2016 con gran éxito.
Esta gira contó con presentaciones televisados, conciertos en si, showcases y presentaciones promocionarles por todo México, y algunas ciudades de Chile y Estados Unidos. Donde Mon cantaba mayoritariamente canciones como "Amor completo" "Tormento" o "Tu falta de querer" incluso antes de lanzarse el álbum, además de canciones de sus discos anteriores.
Esta gira además la llevó por primera vez a tocar en el Vive Latino uno de los festivales más importantes de México y Latinoamérica, o también en el "SUN & SOUND FESTIVAL" tocando en el mismo escenario con artistas de la talla de Alesso, Moderatto o Fonseca.

## Repertorio
1. Vuelve por favor
2. Flor de Amapola
3. Orgasmo Para Dos
4. Igual Que Yo
5. Amor completo
6. Salvador
7. El cristal
8. Malagradecido
9. La Noche Del Día Que LLovió En Verano
10. Un Alma En Pena
11. Cielito De Abril
12. La Visita
13. Calma
14. Tornasol
15. La Mujer
16. Soy
17. Un Solo Hombre No Puedo Tener
18. Ángel Negro
19. Si tu me quisieras
20. Lo Que Pido
21. Tormento
22. Tu falta de querer
23. El Diablo